# Milan Lukić

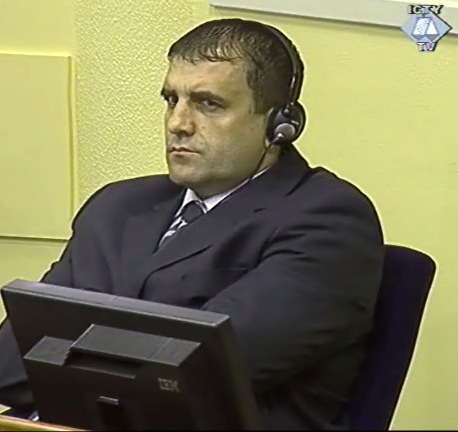
Milan Lukić im Gerichtssaal des ICTY (2009)

Milan Lukić (serbisch-kyrillisch Милан Лукић; * 6. September 1967 in Foča, Jugoslawien, heute Bosnien und Herzegowina) ist ein ehemaliger Kommandant der serbischen paramilitärischen Einheit Beli Orlovi (Weiße Adler) in der Republika Srpska und ein verurteilter Kriegsverbrecher.

## Leben

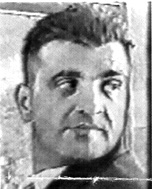
Milan Lukić (vermutlich in den 1990er Jahren)

Zeitweise lebte er in Deutschland, der Schweiz und in Serbien, bevor er 1992 nach Višegrad kam. Dort war er während des Bosnienkrieges an mehreren Kriegsverbrechen beteiligt, unter anderem an der Ermordung von 142 bosniakischen Einwohnern, die in Häusern eingeschlossen wurden, bevor man jene anzündete bzw. sprengte.
Am 22. Oktober 1992 entführten Paramilitärs unter seinem Kommando in Mioče 16 serbische Staatsbürger muslimischen Glaubens aus Sjeverin, die mit dem Bus auf dem Weg von ihrem Heimatort nach Priboj waren. Diese wurden später im Hotel Vilina Vlas bei Višegrad ermordet. Am 27. Februar 1993 wurden im unweit gelegenen Bahnhof Štrpci 19 Bosniaken von Lukić's Paramilitärs entführt, die später unter seinem Kommando ebenfalls in Vilina Vlas gefoltert und ermordet wurden.
Am 8. August 2005 wurde er in Buenos Aires festgenommen und am 21. Februar 2006 nach Den Haag ausgeliefert. Nach einem einjährigen Prozess wurde er am 20. Juli 2009 für schuldig befunden und zu lebenslanger Haft verurteilt. Richter Patrick Robinson meinte, Lukić habe „mit äußerster Grausamkeit und Kaltblütigkeit“ getötet.